# Charles Herbert
Charles Herbert Saperstein (Culver City, 23 dicembre 1948 – Las Vegas, 31 ottobre 2015) è stato un attore statunitense.
Prima di raggiungere l'adolescenza, fu uno dei più rinomati attori bambini, noto in particolare per il suo stile maturo e pensieroso che gli ha permesso di recitare a fianco di alcuni dei più grandi nomi del settore. Nel corso della sua carriera tra gli anni 1950 e anni 1960 ha preso parte a 20 film.

## Filmografia

### Cinema
- 12 metri d'amore (The Long, Long Trailer), regia di Vincente Minnelli (1954)
- Notte di terrore (The Night Holds Terror), regia di Andrew L. Stone (1955)
- The View from Pompey's Head, regia di Philip Dunne (1955)
- Il ricatto più vile (Ransom!), regia di Alex Segal (1956)
- Colui che rise per ultimo (He Laughed Last), regia di Blake Edwards (1956)
- Quegli anni selvaggi (These Wilder Years), regia di Roy Rowland (1956)
- Il vestito strappato (The Tattered Dress), regia di Jack Arnold (1957)
- Sfida all'O.K. Corral (Gunfight at the O.K. Corral), regia di John Sturges (1957)
- Il mostro che sfidò il mondo (The Monster That Challenged the World), regia di Arnold Laven (1957)
- L'arma della gloria (Gun Glory), regia di Roy Rowland (1957)
- Un urlo nella notte (No Down Payment), regia di Martin Ritt (1957)
- Il colosso di New York (The Colossus of New York), regia di Eugène Lourié (1958)
- L'esperimento del dottor K. (The Fly), regia di Kurt Neumann (1958)
- Come sposare una figlia (The Reluctant Debutante), regia di Vincente Minnelli (1958)
- Un marito per Cinzia (Houseboat), regia di Melville Shavelson (1958)
- Imputazione omicidio (The Man in the Net), regia di Michael Curtiz (1959)
- I cinque penny (The Five Pennies), regia di Melville Shavelson (1959)
- Addio dottor Abelman! (The Last Angry Man), regia di Daniel Mann (1959)
- Non mangiate le margherite (Please Don't Eat the Daisies), regia di Charles Walters (1960)
- The Boy and the Pirates, regia di Bert I. Gordon (1960)
- I 13 fantasmi (13 Ghost), regia di William Castle (1960)

### Televisione
- Screen Directors Playhouse – serie TV, episodio 1x09 (1955)
- The 20th Century-Fox Hour – serie TV, episodio 1x11 (1956)
- Scienza e fantasia (Science Fiction Theatre) – serie TV, episodio 2x34 (1956)
- Celebrity Playhouse – serie TV, episodio 1x20 (1956)
- Alfred Hitchcock presenta (Alfred Hitchcock Presents) – serie TV, 1 episodio (1957)
- The Donna Reed Show – serie TV, 4 episodi (1958-1960)
- Avventure lungo il fiume (Riverboat) – serie TV, 1 episodio (1959)
- Goodyear Theatre – serie TV, episodio 2x17 (1959)
- Men Into Space – serie TV, 7 episodi (1959-1960)
- Wichita Town – serie TV, episodio 1x23 (1960)
- The Ann Sothern Show – serie TV, 1 episodio (1960)
- La valle dell'oro (Klondike) – serie TV, episodio 1x10 (1960)
- Indirizzo permanente (77 Sunset Strip) – serie TV, episodio 4x05 (1961)
- Carovane verso il West (Wagon Train) – serie TV, 1 episodio (1961)
- The Best of the Post – serie TV, episodio 1x25 (1961)
- Ai confini della realtà (The Twilight Zone) – serie TV, episodio 3x35 (1962)
- Undicesima ora (The Eleventh Hour) – serie TV, 1 episodio (1962)
- Gli uomini della prateria (Rawhide) – serie TV, episodio 5x09 (1962)
- General Electric Theater – serie TV, episodio 10x27 (1962)
- Going My Way – serie TV, episodi 1x19-1x30 (1963)
- Il fuggiasco (The Fugitive) – serie TV, 1 episodio (1963)
- Hazel – serie TV, 1 episodio (1963)
- The Farmer's Daughter – serie TV, 2 episodi (1963)
- The Outer Limits – serie TV, 1 episodio (1964)
- Io e i miei tre figli (My Three Sons) – serie TV, episodi 6x21-6x28-7x02 (1966)
- Tre nipoti e un maggiordomo (Family Affair) – serie TV, episodio 2x25 (1968)
- Giulia (Julia) – serie TV, 1 episodio (1968)